# Beddington
Beddington és una població dels Estats Units a l'estat de Maine (EUA). Segons el cens del 2000 tenia 29 habitants.

## Demografia
Segons el cens del 2000, Beddington tenia 29 habitants, 16 habitatges, i 7 famílies. La densitat de població era de 0,3 habitants per km².
Dels 16 habitatges en un 6,3% hi vivien nens de menys de 18 anys, en un 43,8% hi vivien parelles casades, en un 0% dones solteres, i en un 56,3% no eren unitats familiars. En el 37,5% dels habitatges hi vivien persones soles el 12,5% de les quals corresponia a persones de 65 anys o més que vivien soles. El nombre mitjà de persones vivint en cada habitatge era d'1,81 i el nombre mitjà de persones que vivien en cada família era de 2,43.
Per edats la població es repartia de la següent manera: un 6,9% tenia menys de 18 anys, un 0% entre 18 i 24, un 6,9% entre 25 i 44, un 75,9% de 45 a 60 i un 10,3% 65 anys o més.
L'edat mediana era de 51 anys. Per cada 100 dones de 18 o més anys hi havia 170 homes.
La renda mediana per habitatge era de 24.375 $ i la renda mediana per família de 33.750 $. Els homes tenien una renda mediana de 51.250 $ mentre que les dones 21.250 $. La renda per capita de la població era de 20.180 $. Cap de les famílies estaven per davall del llindar de pobresa.